# Betriebskrankenkasse (Deutschland)

BKK-Logo

Eine Betriebskrankenkasse (BKK) ist in Deutschland eine Krankenkasse, die der gesetzlichen Krankenversicherung angehört.

## Die Krankenkassen
Betriebskrankenkassen sind wie alle Träger der gesetzlichen Krankenversicherung Körperschaften des öffentlichen Rechts mit Selbstverwaltung. Selbstverwaltungsorgane einer BKK sind der hauptamtliche Vorstand und der ehrenamtliche Verwaltungsrat. Der Verwaltungsrat besteht aus Vertretern der Arbeitgeber und Arbeitnehmer. Jede Gruppe hat die gleiche Stimmenzahl. Der Vorstand wird vom Verwaltungsrat für die Dauer von 6 Jahren bestellt und führt die laufenden Verwaltungsgeschäfte der BKK.
Betriebskrankenkassen, die zu den gesetzlichen Krankenkassen zählen, unterstehen in Deutschland der Aufsicht der Bundesländer, da ihnen hoheitliche Aufgaben durch gesetzliche Vorschriften übertragen sind. Sind sie in mehr als drei Bundesländern tätig, unterstehen sie der Aufsicht des Bundesamts für Soziale Sicherung. Das Verhältnis der Betriebskrankenkassen und anderer gesetzlicher Krankenkassen untereinander bezüglich der Werbung um Mitglieder ist seit 2016 durch gemeinsame Wettbewerbsgrundsätze auf Veranlassung der zuständigen Bundesoberbehörde geregelt.
Die Betriebskrankenkassen waren ursprünglich ausschließlich für einzelne Betriebe bzw. Konzerne zuständige Krankenversicherungsträger. Als Fabrikkassen (auch Fabrikkrankenkassen bzw. Fabrik-Krankenkassen) bestanden sie teilweise bereits vor Einführung der gesetzlichen Krankenversicherung (1883, vgl. Kaiserliche Botschaft). Im Jahre 1908 existierten 7718 BKK. Sie traten vor Einführung des allgemeinen Kassenwahlrechts 1996 für die beschäftigten Arbeiter der Betriebe, für die eine BKK errichtet wurde, an die Stelle der Allgemeinen Ortskrankenkasse, bei der bis 1996 alle Arbeiter versichert waren, für die keine Betriebs- oder Innungskrankenkasse zuständig war. Angestellte hatten auch vor 1996 in BKK-Betrieben ein Wahlrecht zwischen BKK oder einer Ersatzkasse.
Die Errichtung einer BKK ist zulässig für Betriebe mit regelmäßig mindestens 1000 versicherungspflichtigen Beschäftigten, wobei sich die Mehrheit der im Betrieb beschäftigten Mitarbeiter für die Errichtung entscheiden muss. Dies bedeutet jedoch nicht, dass auch die Mehrheit der Beschäftigten Mitglied in dieser neuen BKK werden müssen.
Seit der Liberalisierung des Krankenkassenwahlrechts am 1. Januar 1996 haben sich viele BKK durch Satzungsänderung geöffnet und sind somit für alle Versicherungspflichtigen und Versicherungsberechtigten wählbar. Die erste Kasse, die sich nach dem sogenannten Öffnungsmoratorium, welches vom 1. Januar 2004 bis zum 31. Dezember 2006 bestand, öffnete, war die Autoclub BKK. Es gibt trotzdem noch traditionelle Betriebskrankenkassen, die von dieser Öffnungsmöglichkeit keinen Gebrauch machten.
Seit Einführung der Kassenwahlfreiheit 1996 ist die Anzahl der Betriebskrankenkassen jährlich stetig zurückgegangen, vor allem durch Zusammenschlüsse kleiner Kassen. Die freiwillige Vereinigung von BKK erfolgt auf Beschluss der Verwaltungsräte und nach Genehmigung durch die staatliche Aufsichtsbehörde. Am 1. Januar 2006 gab es 199 Betriebskrankenkassen (wovon 144 Kassen die Möglichkeit zur allgemeinen Öffnung nutzten). Die Betriebskrankenkassen versichern insgesamt über 13,4 Millionen Menschen. Zum 1. Januar 2009 gab es noch 155, zum 1. Januar 2010 noch 131, Anfang Juli 2011 noch 119 und im November 2012 noch 111 Betriebskrankenkassen. Am 1. Juli 2015 waren noch 87 BKK tätig.
Größenstruktur der Betriebskrankenkassen 2000–2011 (kumuliert)
| Mitglieder | 6/2000 | 1/2001 | 1/2002 | 1/2003 | 6/2004 | 1/2007 | 6/2008 | 6/2009 | 1/2010 | 6/2011 |
| ---------- | ------ | ------ | ------ | ------ | ------ | ------ | ------ | ------ | ------ | ------ |
| > 500.000  | 1      | 1      | 2      | 2      | 3      | 3      | 3      | 4      | 4      | 5      |
| > 250.000  | 5      | 6      | 7      | 8      | 9      | 8      | 8      | 8      | 9      | 11     |
| > 100.000  | 14     | 19     | 20     | 22     | 23     | 23     | 26     | 26     | 22     | 20     |
| > 80.000   | 19     | 26     | 26     | 29     | 27     | 33     | 30     | 32     | 27     | 23     |
| > 60.000   | 24     | 33     | 34     | 37     | 36     | 39     | 38     | 39     | 33     | 28     |
| > 40.000   | 41     | 48     | 52     | 56     | 54     | 55     | 51     | 49     | 41     | 37     |
| > 30.000   | 59     | 60     | 64     | 70     | 62     | 63     | 60     | 56     | 49     | 57     |
| > 20.000   | 69     | 77     | 85     | 90     | 90     | 83     | 80     | 74     | 64     | 57     |
| > 10.000   | 113    | 131    | 133    | 132    | 128    | 118    | 110    | 106    | 87     | 81     |
| > 5.000    | 184    | 186    | 183    | 174    | 169    | 152    | 143    | 134    | 113    | 102    |
| > 1.000    | 301    | 279    | 266    | 243    | 223    | 186    | 168    | 153    | 129    | 119    |
| > 100      | 327    | 299    | 282    | 255    | 229    | 189    | 171    | 155    | 131    | 119    |

Von den derzeit bestehenden BKK sind rd. 30 % nicht allgemein zugänglich, d. h. ihre Mitglieder rekrutieren sich nahezu ausschließlich aus aktuellen und ehemaligen Firmenmitarbeitern und deren Familienangehörigen. Effektiv marktrelevant sind diese Kassen kaum bzw. nicht (fast alle bis auf fünf Kassen haben weniger als 500.000 Mitglieder, 38 Kassen sogar weniger als 10.000 Mitglieder). Von den 90 kleineren Kassen mit weniger als 50.000 Mitgliedern sind konkret 32 geschlossene Betriebskrankenkassen. Die Interessenvertretung der geschlossenen Betriebskrankenkassen ist die Interessengemeinschaft Betriebliche Krankenversicherung e. V. (bis 2013 Betriebskrankenkassen im Unternehmen). In ihm sind derzeit 23 (Stand Januar 2022) geschlossene Betriebskrankenkassen organisiert.
Von den offenen Betriebskrankenkassen verwenden noch 30,1 % uneingeschränkt das gelbe BKK-Logo, 10,8 % das BKK-Logo in geänderter Farbe, 51,8 % verwenden noch den Begriff „BKK“ oder „Betriebskrankenkasse“ und 7,2 % agieren bereits ohne BKK-Bezug.

Verwendung BKK-Logo / BKK-Name 2011 (in %)
| Basis: 119 BKK                   | geöffnete BKK | betriebsbezogene BKK | gesamt |
| -------------------------------- | ------------- | -------------------- | ------ |
| BKK-Logo, gelb                   | 30,1          | 65,7                 | 40,7   |
| BKK-Logo, geänderte Farbe        | 10,8          | 5,7                  | 9,3    |
| Begriff BKK/Betriebskrankenkasse | 51,8          | 22,9                 | 43,2   |
| ohne Bezug zu BKK                | 7,2           | 5,7                  | 6,8    |

## BKK Dachverband
Seit 2014 ist der am 14. Januar 2013 in Berlin als politische und fachliche Interessenvertretung gegründete BKK Dachverband e. V. (BKK DV) die zentrale Organisation der Betriebskrankenkassen. Dem BKK Dachverband gehören 76 Betriebskrankenkassen mit 10 Millionen Versicherten sowie vier BKK-Landesverbände an (Stand Nov. 2020). Vorstand des Vereins ist der frühere Abteilungsleiter Gesundheitsversorgung, Gesetzliche Krankenversicherung, Pflegeversicherung im Bundesministerium für Gesundheit und ehemalige Geschäftsführer Politik beim AOK-Bundesverband Franz Knieps.
Durch den Dachverband soll eine einheitliche Positionierung auf Basis verbindlich definierter Meinungsbildungs- und Entscheidungsprozesse ermöglicht werden. Die BKK haben sich für Berlin als Sitz des neu organisierten BKK Dachverbands entschieden, um den fachlichen Dialog mit Gesundheitspolitikern und den in der Hauptstadt ansässigen Akteuren im Gesundheitswesen zu intensivieren. Der BKK Dachverband ist im Unterschied zur Vorgängergesellschaft eine Organisation mit Wahlmitgliedschaft und eher im politisch-strategischen als im operativen Geschäft tätig.
Vorgänger des BKK Dachverbands war der zum 31. Dezember 2013 nach einvernehmlichen Mitgliederbeschluss im Januar 2013 aufgelöste BKK Bundesverband (GbR) mit Sitz in Essen, der aus den BKK Landesverbänden und der Bahn-BKK gebildet wurde. Soweit die Aufgaben des aufgelösten BKK Bundesverbandes nunmehr nicht vom BKK Dachverband wahrgenommen werden, gingen die Aufgaben auf die Landesverbände über. Der Bundesverband war durch die Gesundheitsreform 2007 gemäß § 212 SGB V mit Wirkung zum 1. Januar 2009 von einer Körperschaft des öffentlichen Rechts in eine Gesellschaft bürgerlichen Rechts (GbR) umgewandelt worden, dessen Gesellschafter die Landesverbände sind. Schon seit dem 1. Juli 2008 wurden wesentliche Aufgaben durch den neu gebildeten Spitzenverband Bund der Krankenkassen (GKV-Spitzenverband) kraft Änderung des SGB V wahrgenommen. Der BKK Dachverband e. V. wurde damit die politische sowie fachliche Interessenvertretung der BKK auf Bundesebene und zuständig für den Dialog mit Politik, Spitzenorganisationen des Gesundheitswesens sowie für die Presse- und Öffentlichkeitsarbeit. Er führt die Pflege der Marken und Namensrechte der  BKK/Betriebskrankenkasse und publiziert die Zeitschrift Die BKK.

## BKK-Landesverbände
Die Zugehörigkeit der einzelnen Betriebskrankenkassen zu dem jeweiligen BKK-Landesverband richtet sich grundsätzlich nach dem Sitz der BKK. Bis auf die Bahn-BKK, die analog eines Landesverbands agiert, gehören alle Betriebskrankenkassen einem von vier Landesverbänden an:
- BKK Landesverband Bayern
- BKK Landesverband Mitte (Berlin, Brandenburg, Bremen, Niedersachsen, Sachsen, Sachsen-Anhalt und Thüringen, Rheinland-Pfalz und Saarland)
- BKK-Landesverband Nordwest
- Landesverband der Betriebskrankenkassen Süd (Baden-Württemberg, Hessen, bis 31. Dezember 2013)

Bis Ende 2013 hatte jeder Landesverband für seine jeweiligen Mitgliedskassen das komplette Aufgabenspektrum abgedeckt. Seit 2014 werden die Aufgaben gebündelt und in zentraler Funktion ausgeführt. So können bundesweite, systemische Aufgaben des ehemaligen BKK-Bundesverband auf die Landesverbände übertragen sein. Beispielsweise verantwortet der BKK-Landesverband Bayern schwerpunktmäßig das Thema Finanzen, während sich der größte BKK-Landesverband, Nordwest in Essen, unter anderem mit den fachlichen Leistungsthemen beschäftigt. So werden Doppelstrukturen vermieden. Dieser Bündelungsprozess ist in ständiger Abstimmung und ist deshalb nie abgeschlossen.

## Verbundunternehmen
Als Dienstleistungsunternehmen in Trägerschaft der Betriebskrankenkassen wurden 2007 die Unternehmen SpectrumK GmbH und GWQ Serviceplus AG Gesellschaft für Wirtschaftlichkeit und Qualität bei Krankenkassen gegründet. Beide Unternehmen sind auch für andere Kassenarten tätig. Die Unternehmen übernehmen kollektive operative Aufgaben und bündeln die Interessen der sie beauftragenden BKK.

## Entwicklung der Anzahl der BKKen
Grafik
Nachfolgende Grafik zeigt die Minderung der Anzahl der BKKen von 1995 bis 2021: